# Puski
Puski – wieś w Estonii, w prowincji Hiuma, w gminie Kõrgessaare. Na terenie wsi znajduje się cerkiew prawosławna.
W 2012 roku wieś liczyła 4 mieszkańców, tak jak i w październiku 2010 – 9 i w grudniu 2009 – 10.